# Ritratto di giovane con libro
Il Ritratto di giovane con libro è un dipinto a olio su tavola (34,5x27,5 cm) di Lorenzo Lotto, databile al 1526 circa e conservato nella Pinacoteca del Castello Sforzesco di Milano. 

## Storia
L'opera è nota dal 1876 quando giunse, tramite un legato, alle raccolte civiche del Castello, con attribuzione a ignoto. Gli studiosi, basandosi su considerazioni stilistiche, l'hanno da tempo assegnato al Lotto, con una condivisione unanime. 
La datazione è collocata in genere tra la fine del periodo bergamasco e i primi anni di quello veneziano, tra il 1524 e il 1527, con una predominanza di probabilità al 1526 circa.

## Descrizione e stile
Sullo sfondo di un tendaggio verde, con profonde zone d'ombra, il giovane protagonista, col busto di profilo e leggermente inclinato in avanti, fa ruotare di scatto la testa verso lo spettatore rivolgendogli un intenso sguardo di tre quarti. Il taglio del dipinto è molto stretto, aumentandone l'immediatezza, il senso di intimità e la complessità psicologica. La luce è sapientemente modulata, dando spicco al viso, in parte in ombra per effetto del basco nero con catenelle dorate, e alle mani, una con guanto e una nuda, che reggono un libro. Elegantissima e ricercata è la veste grigia con bande nere di velluto trapuntate, sotto la quale spunta il collo di una camicia ricamata e bordata di un cordino nero e dorato.
La composizione è costruita su linee diagonali, che creano un senso di sospensione e tensione, come suggerisce anche il gesto delle mani che sembrano aver appena chiuso il libro. In alcuni punti la stesura pittorica raggiunge una straordinaria libertà di tocco, molto moderna.
L'opera si discosta dai modelli veneti di quegli anni, come le malinconiche riflessioni di Giorgione o l'idealizzazione classica di Tiziano, rifacendosi piuttosto al realismo degli artisti bergamaschi quali Andrea Previtali e Bernardino Licinio.